# Le Gast
Le Gast är en ort och var fram till 2016 en kommun i departementet Calvados i regionen Normandie i norra Frankrike. Orten ligger i kantonen Saint-Sever-Calvados som ligger i arrondissementet Vire. Den 1 januari 1917 blev orten en del av den ny kommunen Noues de Sienne,. År 2018 hade Le Gast 170 invånare.

## Befolkningsutveckling
Antalet invånare i kommunen Le Gast
Referens: INSEE